# Olympische Sommerspiele 2000/Teilnehmer (Burundi)
| Gelbes Symbol für Goldmedaillen mit stilisierten Olympischen Ringen | Graues Symbol für Silbermedaillen mit stilisierten Olympischen Ringen | Braundes Symbol für Bronzemedaillen mit stilisierten Olympischen Ringen |
| ------------------------------------------------------------------- | --------------------------------------------------------------------- | ----------------------------------------------------------------------- |
| —                                                                   | —                                                                     | —                                                                       |

Burundi nahm bei den Olympischen Sommerspielen 2000 in der australischen Metropole Sydney mit sechs Athleten, fünf Männer und eine Frau, teil.
Nach 1988 war es die zweite Teilnahme Burundis an Olympischen Sommerspielen.

## Flaggenträger
Der Leichtathletin Diane Nukuri trug die Flagge Burundis während der Eröffnungsfeier im Stadium Australia.

## Teilnehmer nach Sportarten

### Leichtathletik
- Jean-Patrick Nduwimana
800 Meter: Halbfinale

- Arthémon Hatungimana
800 Meter: Vorläufe

- Vénuste Niyongabo
5000 Meter: Vorläufe

- Aloÿs Nizigama
10.000 Meter: 9. Platz

- Patrick Ndayisenga
Marathon: DNF

- Diane Nukuri
Frauen, 5000 Meter: Vorläufe